# Róża kutnerowata
Róża kutnerowata (Rosa tomentosa Sm.) – gatunek krzewu z rodziny różowatych. Występuje na rozległych obszarach w Europie. W Polsce spotykany, aczkolwiek na ogół rzadko na niemal całym obszarze. Rośnie w zaroślach na stokach, przydrożach i skrajach lasów. Jest to róża o owłosionych, sinozielonych liściach, jasnoróżowych kwiatach o pierzastych, rozpostartych lub wzniesionych działkach.

## Zasięg geograficzny
Gatunek występuje dziko w Europie Środkowej. Zwarty zasięg obejmuje obszar od północnej części Półwyspu Iberyjskiego, Francji i Irlandii po środkową i południową europejską część Rosji. Na południu zasięg obejmuje obszary górskie na Bałkanach do północnej Grecji i Apeniny we Włoszech. Na północy gatunek sięga po Wielką Brytanię, Danię, południową Szwecję i kraje bałtyckie. W Polsce spotykany jest na niemal całym obszarze kraju, ale wszędzie rzadki lub miejscami go brak (np. północno-wschodnia część kraju, Pomorze Gdańskie, Śląsk Opolski). Jako gatunek introdukowany rośnie w Syrii i w Stanach Zjednoczonych.

## Morfologia
PokrójKrzew o pędach łukowatych do przewisających, osiągający od 1 do 2,5 m wysokości, gęsto rozgałęzionych. Łodygi z długimi międzywęźlami, pokryte kolcami lekko zakrzywionymi do prostych, rzadko też z kolcami hakowatymi.
LiściePierzasto złożone z 5–7 listków. U nasady z ogruczolonymi lub gładkimi, wąskimi przylistkami (do kilkunastu mm długości i 4 mm szerokości). Osadki liściowe owłosione, czasem z nielicznymi gruczołkami, kolczaste. Listki jajowate do eliptycznych, sinozielone lub sine, owłosione gęsto po obu stronach, czasem od spodu także ogruczolone. Na brzegu piłkowane pojedynczo lub podwójnie.
KwiatyPojedyncze lub zebrane po kilka. Osiągają od 3,5 do 5 cm średnicy. Wyrastają na długich (od 2 do 3,5 cm długości) i zwykle ogruczolonych szypułkach. Działki kielicha silnie pierzasto podzielone, z szerokimi łatkami bocznymi. Działki na brzegu i grzbiecie są zwykle ogruczolone, odstające lub lekko wzniesione (w czasie dojrzewania owoców odpadają). Koronę kwiatu tworzy 5 jasnoróżowych płatków. Szyjki słupków są nagie lub owłosione, wystają w formie bukietu ponad wąskie orficjum (ujście hypancjum – poniżej 1 mm średnicy). Dysk jest stożkowaty. Jajowate hypancjum w czasie kwitnienia ma do 7 mm długości i 4 mm średnicy i zwykle jest ogruczolone, rzadko nagie.
OwoceJajowate do eliptycznych niełupki osiągające 4,2–4,6 mm długości i 2,3–2,6 mm średnicy. Powierzchnia nieco błyszcząca, pomarszczona, żółta do pomarańczowej. Wierzchołek owocu jest owłosiony. Zebrane są wewnątrz okrągławych lub jajowatych, osiągających 1–1,5 cm długości, czerwonych (po dojrzeniu), mięsistych i ogruczolonych owoców pozornych (szupinkowych). Z dojrzałych owoców działki odpadają, wcześniej są rozpostarte, czasem wzniesione.

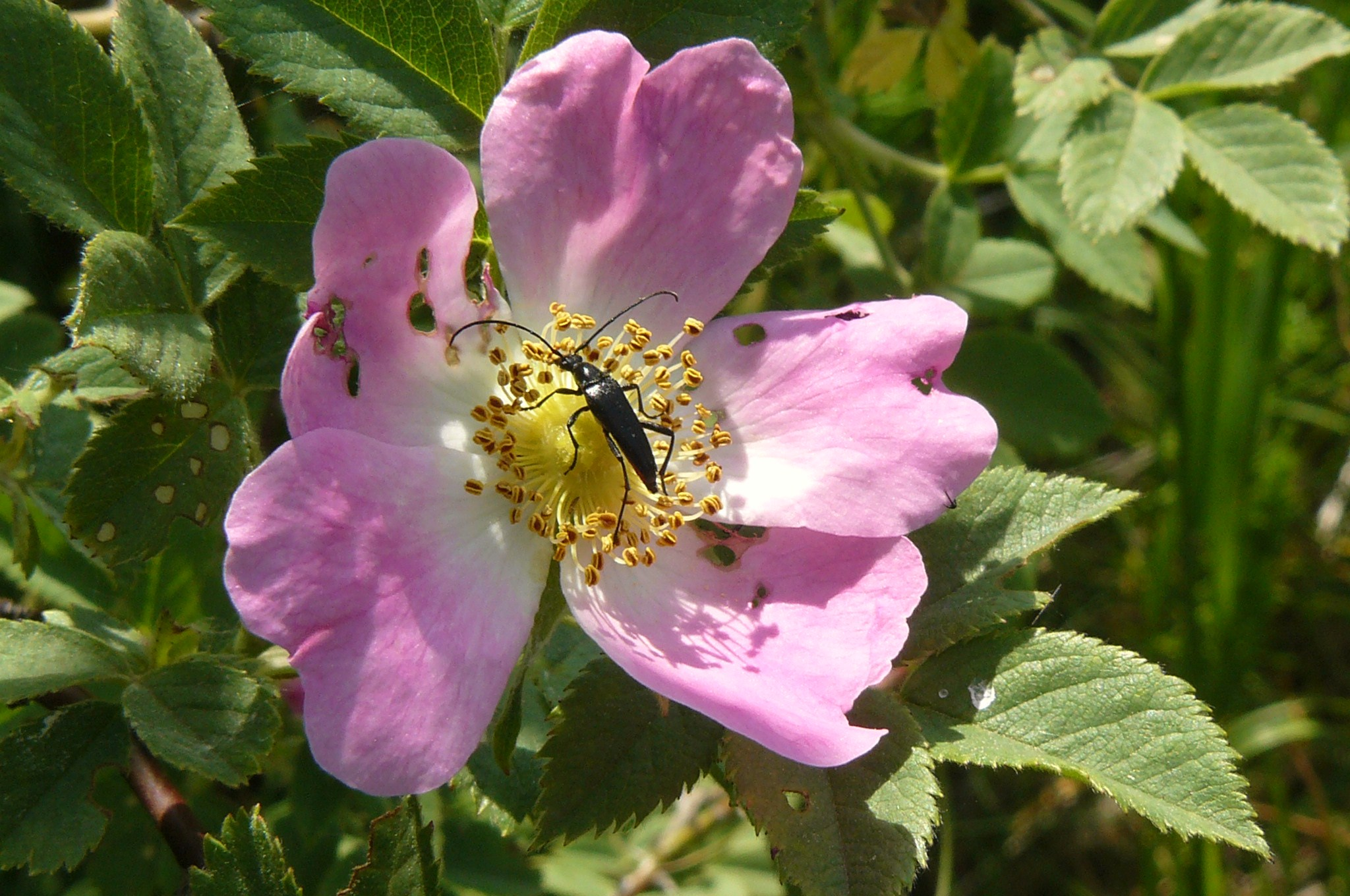
Kwiat
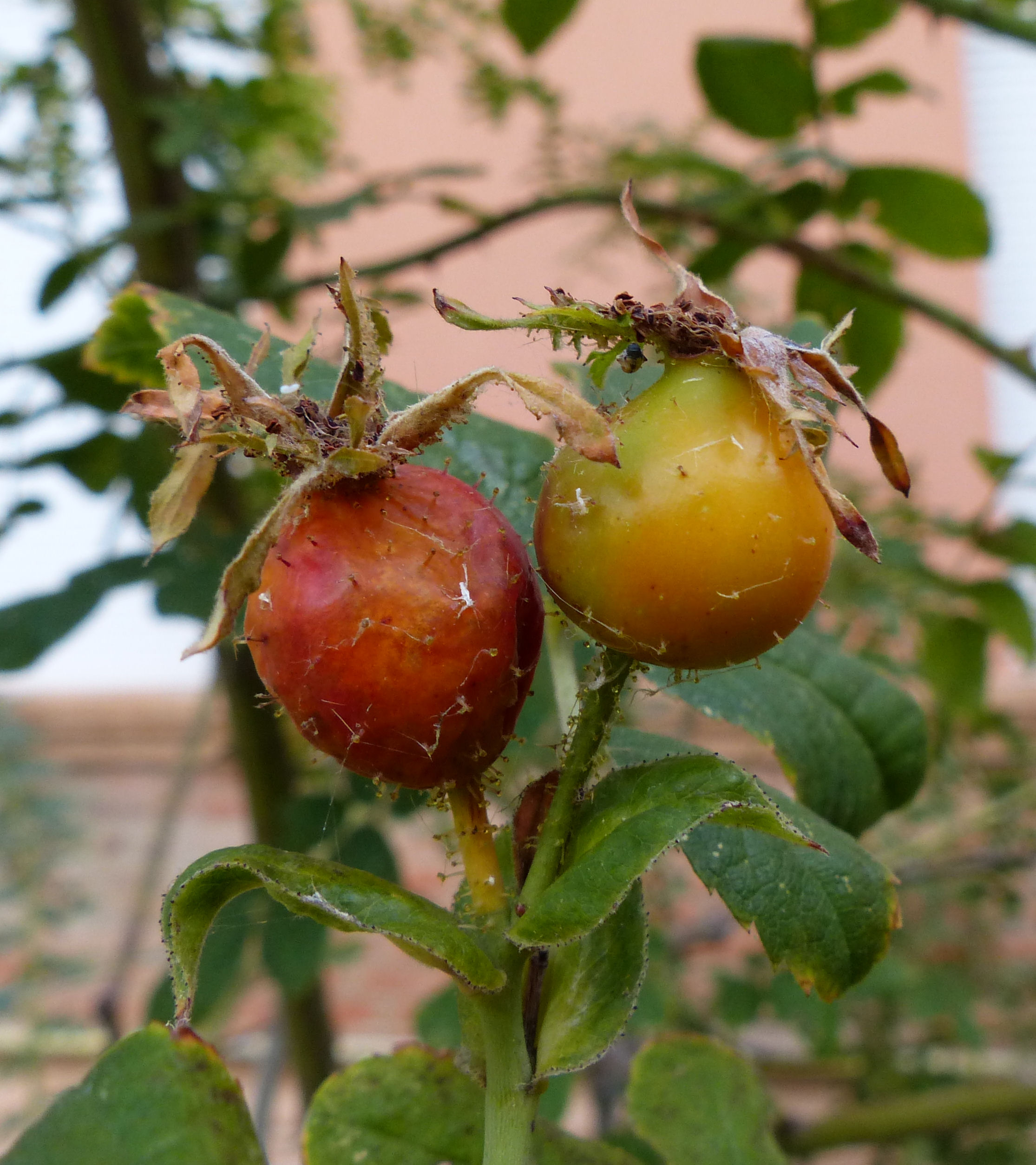
Owoce szupinkowe
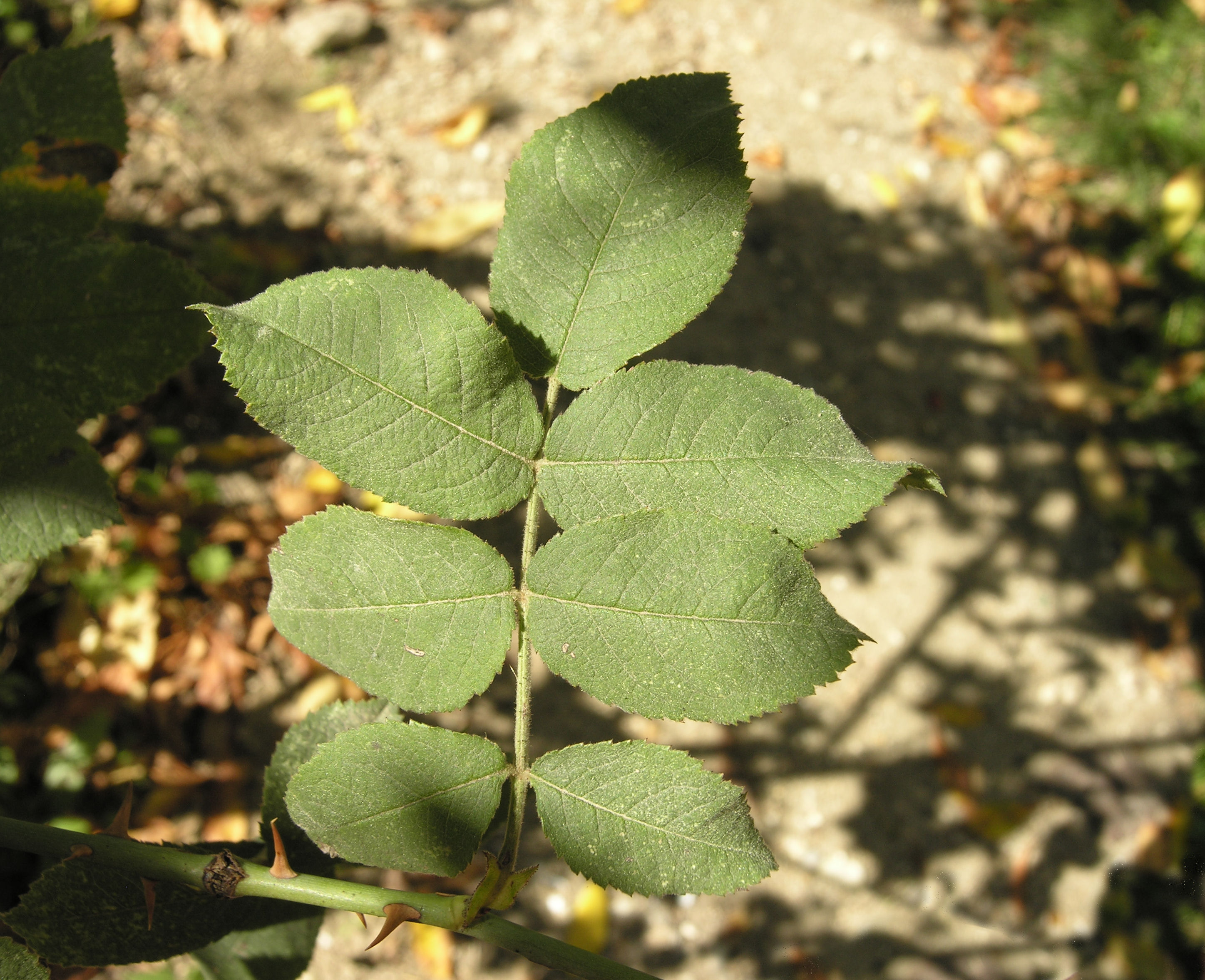
Liść

Gatunki podobneRóża zapoznana R. sherardii ma zwykle ciemnoróżowe kwiaty, działki na dojrzałych owocach trwałe, ujście hypancjum nieco szersze – ok. 1 mm szerokości.

## Biologia i ekologia
Kwitnie w czerwcu. 
Rośnie w zaroślach na miedzach, w miejscach kamienistych, na zboczach, przydrożach, w zaroślach i na skrajach lasów. Występuje zarówno na glebach piaszczystych, jak i gliniastych, zasobnych w węglan wapnia. Na obszarach górskich w Polsce sięga do ok. 900 m n.p.m.
Liczba chromosomów 2n = 35.

## Systematyka

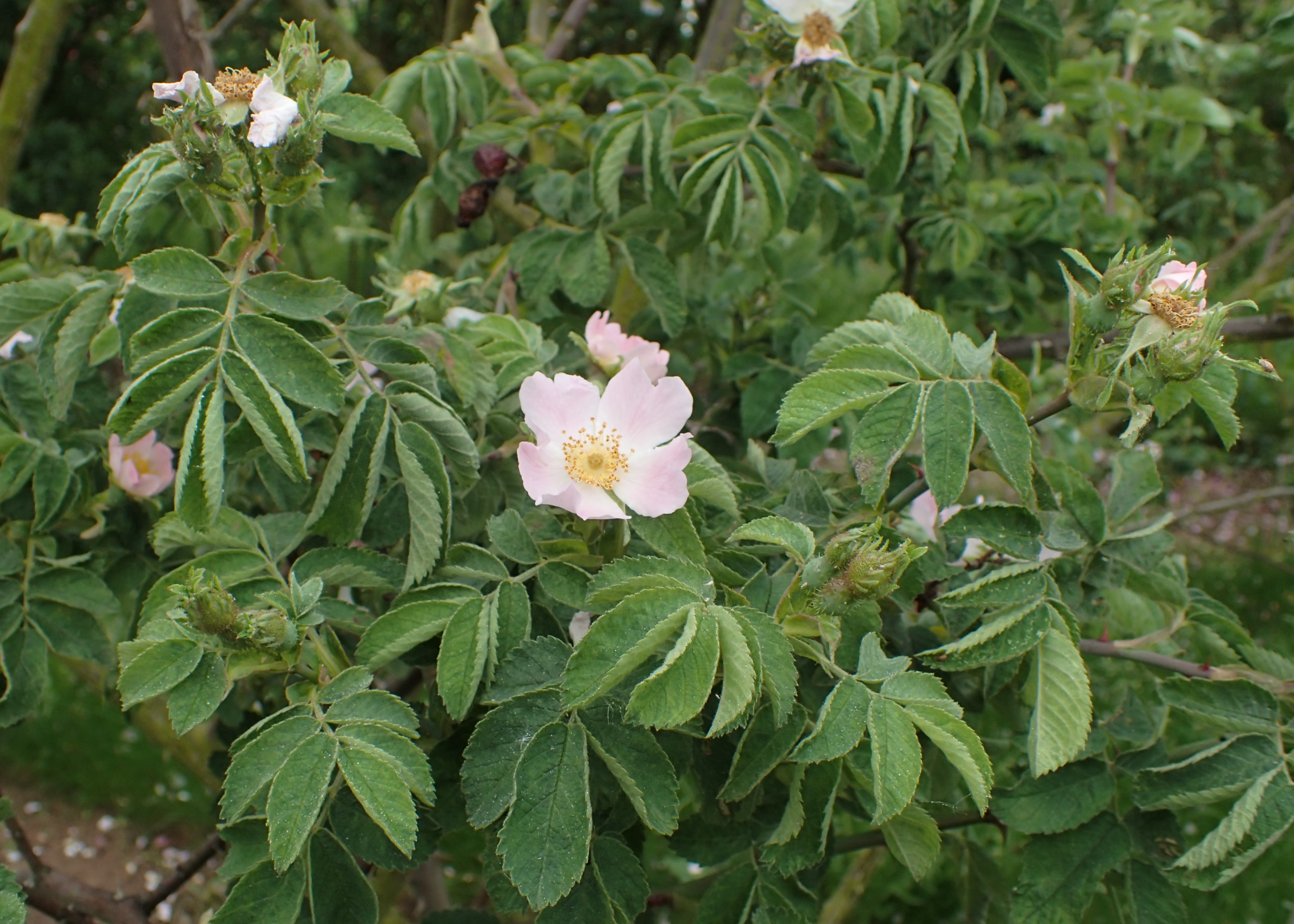
Rosa tomentosa var. cinarascens

Gatunek zaliczany jest do podsekcji Vestitae w sekcji Caninae de Candolle ex Seringe podrodzaju Rosa w obrębie rodzaju róża Rosa z rodziny różowatych Rosaceae. 
Do tego gatunku w jego szerokim ujęciu (Rosa tomentosa agg.) bywa włączana róża zapoznana R. sherardii.
Te dwa gatunki w przypadku rozdzielnego traktowania tworzą mieszańce opisywane jako R. × suberectiformis i Rosa pseudoscabriuscula. Mieszańce tworzą się także ze skrzyżowania z różą dziką Rosa canina (nazywane R. scabriuscula), przy czym jeśli pyłek pochodzi z róży kutnerowatej to potomstwo takiej krzyżówki jest zupełnie nagie. Poza tym udokumentowano mieszańce z różą polną Rosa agrestis, Rosa corymbifera (= R. × aberrans Wolley-Dod), różą drobnokwiatową Rosa micrantha, różą miękką Rosa mollis, różą rdzawą Rosa rubiginosa (= R. × avrayensis Rouy), Rosa squarrosa, różą pnącą Rosa arvensis, różą gęstokolczastą Rosa spinosissima (= R. × andrzejowskii Boreau.
W obrębie gatunku wyróżnia się dwie odmiany:
- var. tomentosa – listki na brzegach podwójnie piłkowane, pod spodem zwykle z gruczołkami,
- var. cinarascens (Dumort) Crepin – listki na brzegach pojedynczo piłkowane, pod spodem zwykle bez gruczołków.